# 羅一鈞
羅 一鈞（ら いっきん、ルォ・イージュン、1977年12月24日 - ）は台湾花蓮県花蓮市出身の内科医、感染症医、疫学者。
国立台湾大学医学部附属病院（台大医院）内科兼任主治医師、同感染科専属医師を経て、2016年より現任の衛生福利部疾病管制署（台湾CDC）副署長。2020年より新型コロナ流行に伴い、中央流行疫情指揮中心で作戦部門のうち医療インフラや検疫所、隔離場所を統括する医療応変組の副組長を務める。

## 経歴

### 学生時代
花蓮市の美崙地区で出生。省立花蓮師範専科学校附設小学（現在の国立東華大学附設実験国民小学）5年時に飛び級で花蓮県立花崗国民中学に進級。高校は台北市立建国高級中学数理資優班（理数科）に進む。文学青年を夢見つつも、両親の期待に応え、2年時に再度飛び級で国内最高峰の国立台湾大学医学院に進学。在学中は医学院のサークル「杏林合唱団」で団長を務め積極的な公演活動を行った。2001年、大学が実験的に導入していた新制度により6年で卒業を果たした。

### 医師時代
2001年9月、中華民国国軍での医官資格を放棄し、同梯の連加恩（医師）らとともに第一期外交代替役に選ばれた。
マラウイ赴任を希望し、医療団の一員として北部の主要都市ムズズに駐在。マラウイでは成人の15%が後天性免疫不全症候群（エイズ）ウイルスの無症候性キャリアで、ムズズでの有病割合はより深刻な25%だった。患者だけではなく医療従事者も犠牲になり、自身が勤務する病院でも犠牲になる医者がいた。羅は当地での健康教育としてリロングウェにある診療所「ライトハウス・トラスト」のエイズ治療を紹介するなど精力的に活動した。
2002年、中華民国総統として当時台湾と国交のあったマラウイを外遊で訪問した陳水扁に接見する機会を得ると、マラウイでのエイズの深刻さや医療物資、医療人員の不足を訴えた。総統との接見をメディア報道で知った当時の台大医学院長陳定信に激励され、メールでの返信時に現地で医学教科書が不足していることを直訴、台大関係者の間に医学書をマラウイに寄贈する運動が広がり、最終的に5,000冊近い医学教科書などの関連書籍がマラウイ大学医学部図書館に届けられた。その後、この病に身を捧げれば患者も医師を信頼するようになるだろうと感じた羅は毎週1回エイズ患者を特別に問診するようになった。外交代替役の経験は羅を伝染病予防分野に身を投じることを決心させた。
2003年6月に代替役の任務を終えて帰国、台大医院の内科医師、2006年7月より感染科総医師を務める。

### 防疫行政官
2008年に日本人食中毒患者の治療を契機に防疫医師を志すようになった。小丘疹の症状から患者たちの食事を調査し食材のスッポンが原因と睨んだが、当時の台湾ではその診断技術を有していなかったため日本の岐阜大学の実験室に検体を送った。結果は羅の予想通り生肉に含まれていた旋毛虫によるもので、スッポンを介した感染事例としては世界初となった。この症例論文は米国CDCの機関紙「EID（Emerging Infectious Diseases）」でも発表された。また、台湾で国内初となる旋毛虫の集団感染でもあり、国家の調査能力を実証する形となった。
2008年7月に疾病管制局（台湾CDC、疾病管制署の前身）で防疫医師として公職に就く。1年後、アメリカ疾病予防管理センター（CDC）が実施する2年間の実地疫学（EIS）訓練受講のため渡米。渡米期間中にはナイジェリア発生した原因不明の児童多発死亡事例の調査医師団として米国CDCから派遣された羅は、鉱山労働者が自宅へ持ち帰り加工していた鉱物の粉塵による鉛中毒が原因と突き止めた。
2014年8月、台湾CDCの首席防疫医師だった羅はナイジェリアでのエボラ出血熱流行に伴い医師団とともに現地入りし、駐在台湾人の感染予防に貢献したが、
羅は住民たちの間に「塩水を摂取すればエボラを予防できる」といった噂話や過度のデマを耳にした。噂を信じた住民には塩分摂取過多による腎不全での死亡者もいた。
数度のアフリカ赴任では、間違った知識や噂が蔓延していたことで感染者への不当な差別が横行し、地元に帰った感染者が奇異の目に晒され自殺に追い込まれたリベリアでの経験や、感染を知られたくないために地元から離れた場所で受診しその医師が感染で死亡したナイジェリアでの事例から、当地の防疫センターには心療医や精神科医のチームを作らせて患者のメンタルケアや社会での教育・啓蒙にあたらせた。デマの払拭や心理社会的アプローチの重要性は台湾でも応用できると確信した。
2016年9月2日、CDC副署長だった周志浩が署長へ昇格したことに伴い、周の後任に就任。CDC幹部職としてエンテロウイルス、インフルエンザ、デング熱、チクングニア熱などの感染に対処している。

#### COVID-19
2019年12月31日未明、台湾最大のネット掲示板「PTT（批踢踢）」で転載されていた中国・武漢での華南海鮮市場で重症急性呼吸器症候群（SARS）に似た症例が流行していることを知り、CDCにレポートを提出した。CDCは中国政府機関への照会と世界保健機関（WHO）への通報を行っただけでなく、当日には行政院は院長の蘇貞昌が副院長の陳其邁に専門家会議を招集するように命じ、午後の会議を経て武漢発着航空便に対する検疫が即日実施された、後に「新型コロナにおける世界最速の水際対策」と言われる台湾政府の防疫政策はこうして動き出すことなった。
2020年、羅はCDC幹部として中央流行疫情指揮中心のメンバーとなり疫学調査や分析、防疫政策の策定などに関与していく、1、2月は医療整備官として物資の調達を担い、マスク不足に直面しつつも、医療機関の兵站役を担った。

## 人物
幼少時から『名探偵コナン』や『金田一少年の事件簿』などのミステリー作品を視聴していた。CDCでの仕事ぶりから「防疫界のコナン」「感染症の探偵」と称されるようになった。2015年、自身のFacebookで臨床検査の結果、2型糖尿病を患っていたことを公表し、その後2年間糖分を控え、適度な運動と投薬で1類まで回復していることも明かしている。
高校2年時に全国統一試験である大学聯合招生考試をトップの成績で合格し、飛び級で台大に編入した。卒業も通常学業と実習で7年かかるところを6年で果たしただけでなく、その後も高収入が約束されている開業医や臨床医ではなく、感染症医として報酬が多いとはいえない行政職に身を投じた姿は、台大医学部の先輩OBも絶賛した。
2009年1月、ブログ「心之谷」を開始。エイズ関連の医学的専門知識をウェブ上で紹介する国内初の事例となった。羅自らネットユーザーが発した難病に関する質問に回答することによって、エイズの感染経路などについての正しい知識を広め、市民のエイズに対する恐れや不安を払拭した。2016年、「心之谷」は書籍化された。
CECCの効率的な新型コロナ対策により他国に比して落ち着いた感染状況で蔡英文政権2期目発足を控えた2020年5月、総統の就任式に招待されることになり、記者の質問を受けた陳時中からは「彼を出席させないわけにはいかない。最年少で、最も品格があり、最も将来性もある」と評された。
CDCの報道官として国民に正しい自宅隔離を啓蒙する動画は400万回以上再生され、2020年のYoutubeにおいて年間再生回数が台湾国内首位だったことから「鈞傳媒（鈞メディア）」とも呼ばれているほか、実績に裏打ちされた知見を分かりやすく国民に伝える誠実さからネット上での好感度は一時的に上官の陳時中をも上回った。
CECCで最年少のメンバーかつ独身であることから「丈母娘最愛（外姑最愛）」「國民女婿（国民的婿候補）」の異名がつけられ、本名の発音と「617」（拼音: Liù yī qī）が似ていることから「6月17日を『羅一鈞の日』の日にするべき」という声も挙がった。

### 栄典
- 国立台湾大学傑出校友（2020年）[13]

## 主な著作
- 心之谷：羅一鈞醫生給愛滋感染者和感染者親友的溫暖叮嚀. 貓頭鷹出版社. (2016). ISBN 9789862622797

### 註釈
1. ↑  荘人祥（中国語版）との2人体制
2. ↑  マラウイ駐在時代、現地人にとって羅の中国語名の発音が難しいことから使い始めている[1]。
3. ↑  KEYPO（大數據股份有限公司）によるネット上のコメント分析システムでP（ポジティブ）比率をN（ネガティブ）比率で割った数字。1.0でイーブン、それ以上はポジティブがネガティブを上回った状態を指す。